# Sarlós Boldogasszony-templom (Nagycétény)
A nagycétényi Sarlós Boldogasszony-templom (Szűz Mária látogatása) a község legrégebbi álló épülete. A templom középkori előzménye már 1285 előtt feltételezhető, régészeti feltárás vagy falkutatás azonban mindezidáig nem történt a templom terében vagy akörül. Az írott források sem segítenek a középkori formáját és egyes építési fázisait illetően. Méretében a leányegyház Nemespann templomához hasonlították. Becskereky István plébános idején tornyot emeltek hozzá.
A jelenlegi épület későbarokk formáját 1776-1778-ban nyerte el. Tornya 1718-1732 között épülhetett, a hajó keleti része, a szentély és oldalhelyiségei 1776 utánra tehetőek. A torony zsindelyeit az 1863. szélvihar után bádogra cseréltek, s azt 1907-ben ismét lecserélték. Az 1837-ben öntött Szent Mihály-harang (lélekharang) egyedüliként vészelte át az 1917-es rekvirálást. 1935-ben kibővítették a nyugati orgonakarzatot. A korábbi orgona 1945-ben javításra szorult, az újabbat 1952-ben az érsekújvári Tattinger műhelyből szerezték be.
A templom korábbi, 1700 előtti patrocíniuma Keresztelő Szent János lehetett, s ezen kívül Szent Miklós- és Szent Mihály-kápolnát is említenek a források, melyek a 18. századi átépítésekkor tűnhettek el. A hajóban georadar felvételek segítségével is meghatározhatóak az egykori kripták helyei.
A plébánia könyvtárából a 18. században a Nagyváradi Székeskáptalan könyvtárába is került át könyv.
A szentély egykori falképeit és a főoltár festményét 1946-ban a komáromi születésű Staudt Csengeli Mihály festette. A Kosztyák Pál plébános saját költségén emelt főoltár mögött három új falfestményt találunk: Angyali üdvözlet, Szűz Mária látogatása Szent Erzsébetnél és Szűz Mária, a Világ királynője. 1991-ben festette őket a magyarországi Szilsárkányban élő Závory Zoltán és Emília. A szentélyben az apostoli hívás és küldetése és az etióp kincstáros keresztelése falfestmény látható, a diadalív a hét szentséget ábrázolja. A szentély boltozatán egy régebbi festmény Szűz Mária megkoronázását ábrázolja.